# Pandemos godmanii
Pandemos godmanii är en fjärilsart som beskrevs av Herman Dewitz 1877. Pandemos godmanii ingår i släktet Pandemos och familjen Riodinidae. Inga underarter finns listade i Catalogue of Life.